# Conservatori de col·leccions vegetals especialitzades
El Conservatori de col·leccions vegetals especialitzades (en francès: Conservatoire des collections végétales spécialisées), abreujat amb l'acrònim CCVS), és una associació francesa (segons la llei de 1901), creada en 1992, per iniciativa d'alguns científics i botànics apassionats, que té per objectiu federar totes les iniciatives privades o públiques destinades a preservar el patrimoni hortícola i botànica i en particular les cultivars seleccionades pels humans, per lluitar contra la desaparició d'aquestes espècies.
El seu equivalent anglès és el National Council for the Conservation of Plants and Gardens - Plant Heritage (NCCPG).

## Objectius
L'associació comptabilitza, avalua i concedeix etiquetes a les col·leccions vegetals franceses que corresponen amb l'objectiu de l'associació.

## Activitats
Per respondre als seus objectius, el Comitè de les col·leccions examina l'expedient de les col·leccions i, si hi ha, cada dos anys, ho envia a la Societat nacional d'horticultura de França.
Dos tipus de reconeixements són assignats, segons criteris específics.
Després de pagament d'una cotització, el CCVS concedeix les etiquetes:
- collection nationale CCVS: col·lecció d'interès nacional que aconsegueix un nivell d'excel·lència, en particular, pel conjunt dels taxons representats;
- collection agréée CCVS: col·lecció que mereix encara del seu acreixement o que ha de millorar la seva gestió i garantir la seva perpetuïtat.

## Col·laboradors
Essencialment són propietaris o gestors de col·leccions vegetals, públics o privats, dels quals :
- viveristes,
- horticultores,
- serveis d'espais verds,
- jardins botànics,
- col·leccionistes aficionats

## Publicacions
El CCVS edita una revista trimestral, Hommes et plantes ISSN 1163-4464, dirigida per Françoise Lenoble-Prédine i realitzada per Editions Protea., que publica, en particular, reportatges sobre les col·leccions vegetals existents tant a França com a l'estranger. Publica també un anuari de les col·leccions etiquetades lloc al dia cada any. Organitza també viatges botànics.
El CCVS ha creat una « charte des collections » (Carta de les col·leccions)
El CCVS disposa d'un lloc en internet

## Administració, funcionament
- El seu president és Françoise Lenoble-Prédine.
- El CCVS compta amb uns 300 socis. La seva seu social està situada a París, 84 rue de Grenelle, en el 7è districte de París.

## Relació de les col·leccions nacionals
- Acàcia: Pépinières Gérard Cavatore, Bormes-els-Mimoses,
- Acer palmatum i Acer japonicum: Michel Mare, Autrey,
- Atzavara: 
  - Niça,
  - Jardí d'ocells tropicals, La Londe-els-Maures,
  - Jardí Botànic de Foncaude, Feuilla,
- Alnus: Brigitte Fourier, Morbihan,
- Aloe: Museu Nacional d'Història Natural de França, París.
- Araceae tropicals : Conservatori i Jardins Botànics de Nancy,
- Artemisia: Laboratoris Yves Rocher,
- Asaret: Jardí botànic Armand David, 71290 La Genête,
- Astilbe: Mairie de Paris,
- Begonia: 
  - Conservatori de Begònies, Rochefort-sud-Mer,
  - Begònia var. 'Rex cultorum', Mairie de Paris,
- Caladium: Mairie de Paris,
- Cattleya, Laelia i els seus híbrids: Vacherot et Lecoufle, Boissy-Saint-Léger.
- Ceanothus: Janine et Yves Jarreau,
- Chasmanthe: William Waterfield,
- Chimonobambusa: Bambous de Planbuisson,
- Chrysanthemum: Ville de Saint-Jean-de-Braye,
- Chrysanthemumsensu lato: Mairie de Paris,
- Cistus: Pépinière Filippi, Hérault,
- Clematis cvs.: Pépinières Travers, Loiret,
- Convolvulaceae: Conseil général des Hauts-de-Seine,
- Cornus: Jardí Botànic de la Universitat d'Estrasburg, Estrasburg.
- Ficus: Museu Nacional d'Història Natural de França, París,
- Ficus: Mairie de Paris, París.
- Fuchsia: Jardí de plantes de Ruan.
- Nicotiana: Institut du tabac, Bergerac.
- Orchidaceae: Orchidées Marcel Lecoufle, Boissy-Saint-Léger.
- Paphiopedilum, Phragmipedium i els seus híbrids: Orchidées Vacherot et Lecoufle, Boissy-Saint-Léger.
- Pelargonium: 
  - Mairie de Bourges, Bourges.
  - Jardí Botànic de Saint-Vincent-de-Paul, Saint-Vincent-de-Paul
- Quercus: Arboretum national des Barres, Nogent-sur-Vernisson.
- Rosa: 
  - Roserar de Bagatelle, París (roses modernes),
  - Collection de rosiers, Les Rosiers-sur-Loire,
  - Conservatori Botànic Alpí Nacional de Gap-Charance, Gap (rosers botànics),
  - Roseraie du Val-de-Marne, L'Haÿ-les-Roses (rosers antics),
  - Roseraie de la Cour de Commer, Commer (roses gàl·liques).
- Sàlvia: Jardí Botànic de Niça, Niça.
- Segell de Salomó: Jardí botànic Armand David, 71290 La Genête,
- Tilia: Arborètum de Chèvreloup, Le Chesnay.
- Tulipa: Laurent Lieser, Florac.
- Yucca: Jardí d'ocells tropicals, La Londe-els-Maures (Var)